# Nottetempo (album)
Nottetempo è il quarto album in studio del cantante italiano Antonino Spadaccino, pubblicato nel 2016 dalla Universal Music Group.

## Tracce
1. Ali nere – 3:33 (Antonino Spadaccino, Mario Cianchi, Luca Mattioni)
2. Stanotte – 3:56 (Antonino Spadaccino, Mario Cianchi, Luca Mattioni)
3. Gira – 3:22 (Antonino Spadaccino, Mario Cianchi, Luca Mattioni)
4. Mentre niente – 4:07 (Alessandra Merola)
5. Onda libera – 3:24 (Antonino Spadaccino, Mario Cianchi, Luca Mattioni)
6. Bellissimo – 3:49 (Antonino Spadaccino, Andrea Papazzoni)
7. Carpe diem – 3:19 (Francesco Morettini, Luca Angelosanti)
8. Lontano da me – 3:41 (Nicolas Bonazzi)